# Serving
A Serving (magyarul: Szolgálni, eredetileg: Kant, magyarul: Éneklés) a máltai Miriana Conte dala, mellyel Máltát képviselte a 2025-ös Eurovíziós Dalfesztiválon Bázelben. A dal 2025. február 8-án, a Malta Eurovision Song Contesten megszerzett győzelemmel érdemelte ki a dalversenyen való indulás jogát.

## Eurovíziós Dalfesztivál
2024. december 12-én vált hivatalossá, hogy az énekesnő dala bekerült a Malta Eurovision Song Contest nemzeti döntő mezőnyébe. A dal 2025. február 6-án továbbjutott a második elődöntőből a február 8-i döntőbe, ahol összesítésben megnyerte a máltai dalversenyt a nemzeti és nemzetközi zsűri, valamint a nézők szavazatai által, így ez a dal képviselheti Máltát a Eurovíziós Dalfesztiválon.
A dalt először a május 15-én rendezett második elődöntőben, fellépési sorrendben kilencedikként adta elő, a Litvániát képviselő Katarsis Tavo akys című dala után és a Grúziát képviselő Mariam Shengelia Freedom című dala előtt. Az elődöntőből sikeresen továbbjutott a május 17-i döntőbe, ahol fellépési sorrendben huszadikként lépett fel, a Svájcot képviselő Zoë Më Voyage című dala után és a Portugáliát képviselő Napa Deslocado című dala előtt. A zsűri szavazáson tizenkettedik helyen végezett 83 ponttal, míg a nézői szavazáson huszonharmadik helyen végzett 8 ponttal, így összesítésben 91 ponttal a verseny tizenhetedik helyezettje lett.

## Háttér
A dal eredetileg Kant (magyarul: Éneklés) címmel lett kiadva, az EBU javaslatára azonban először megkapta a Singing alcímet. Erre azért volt szükség, mivel a dal eredeti máltai nyelvű címe egy szójáték volt egy angol nyelvű trágár kifejezéssel (cunt), különösen a „serving cunt” kifejezésre utalva, amelynek kiejtése megegyezett a dal refrénjével. Scott Mills, a BBC Radio 2 műsorvezetője kijelentette, hogy a BBC rádióadóin „biztosan nem játszhatja le” így ezt a dalt. Egy, a máltai TVM-nek adott interjúban Conte elmondta, hogy az Európai Műsorsugárzók Uniója a dalt az eredeti formájában elfogadta, és nem lesznek változtatások a szövegben, bár készítenek hozzá egy új hangszerelést.
Ennek ellenére 2025. március 4-én a máltai közszolgálati média közölte, hogy az EBU megtiltotta a Kant kifejezés használatát a színpadon, és szövegmódosításokat követelt, miután a brit BBC – feltételezhetően az Ofcom szabályozására hivatkozva – panaszt tett. Március 13-án bejelentették, hogy a dal címe a versenyre Servingre változott.

## Dalszöveg
| Why should we let other people decide When we could be having the time of our lives Let down your walls, come and dance to my vibe I do it all the time Yeah, I do it all the time Serving! – A dal refrénje | Miért hagynánk, hogy mások döntsenek Amikor élhetnénk életünk legjobb időszakát Engedd le a falaidat, gyere és táncolj a ritmusomra Én állandóan ezt csinálom Igen, mindig ezt csinálom Szolgálok! – A dal refrénje magyarul |

## Galéria

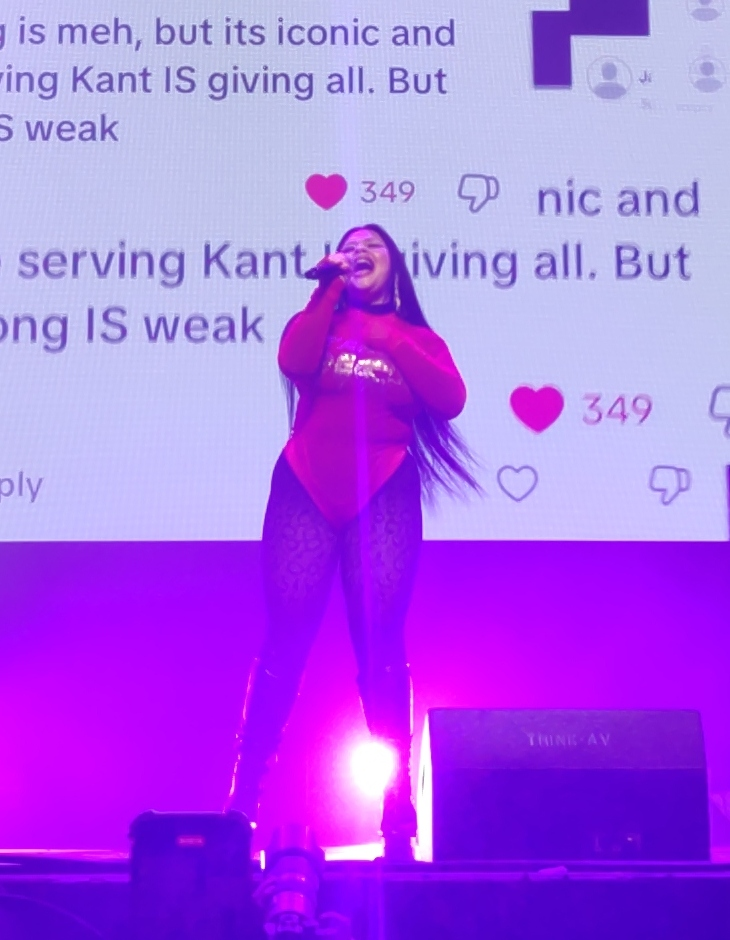
Az amszterdami eurovíziós partin
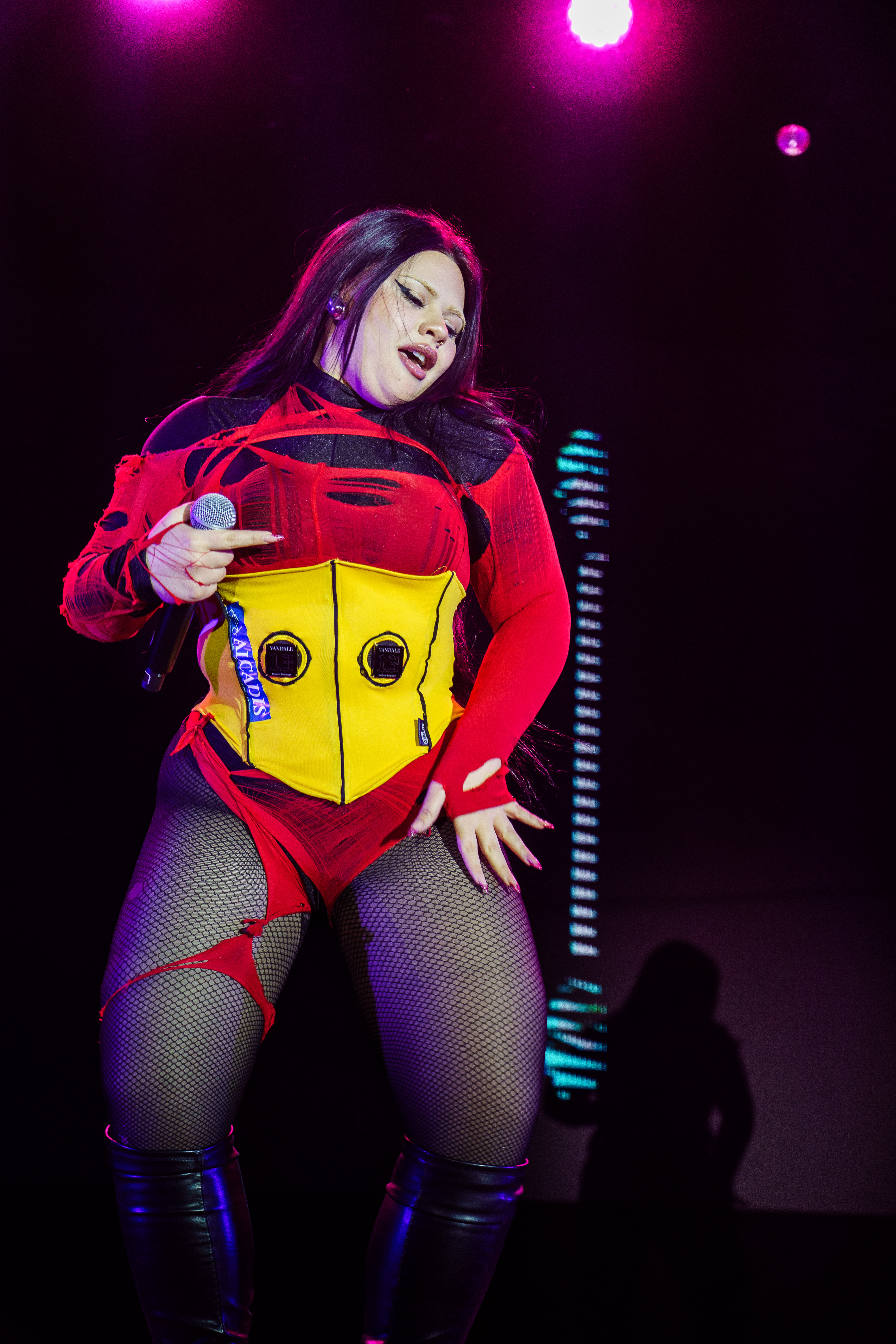
A madridi eurovíziós partin
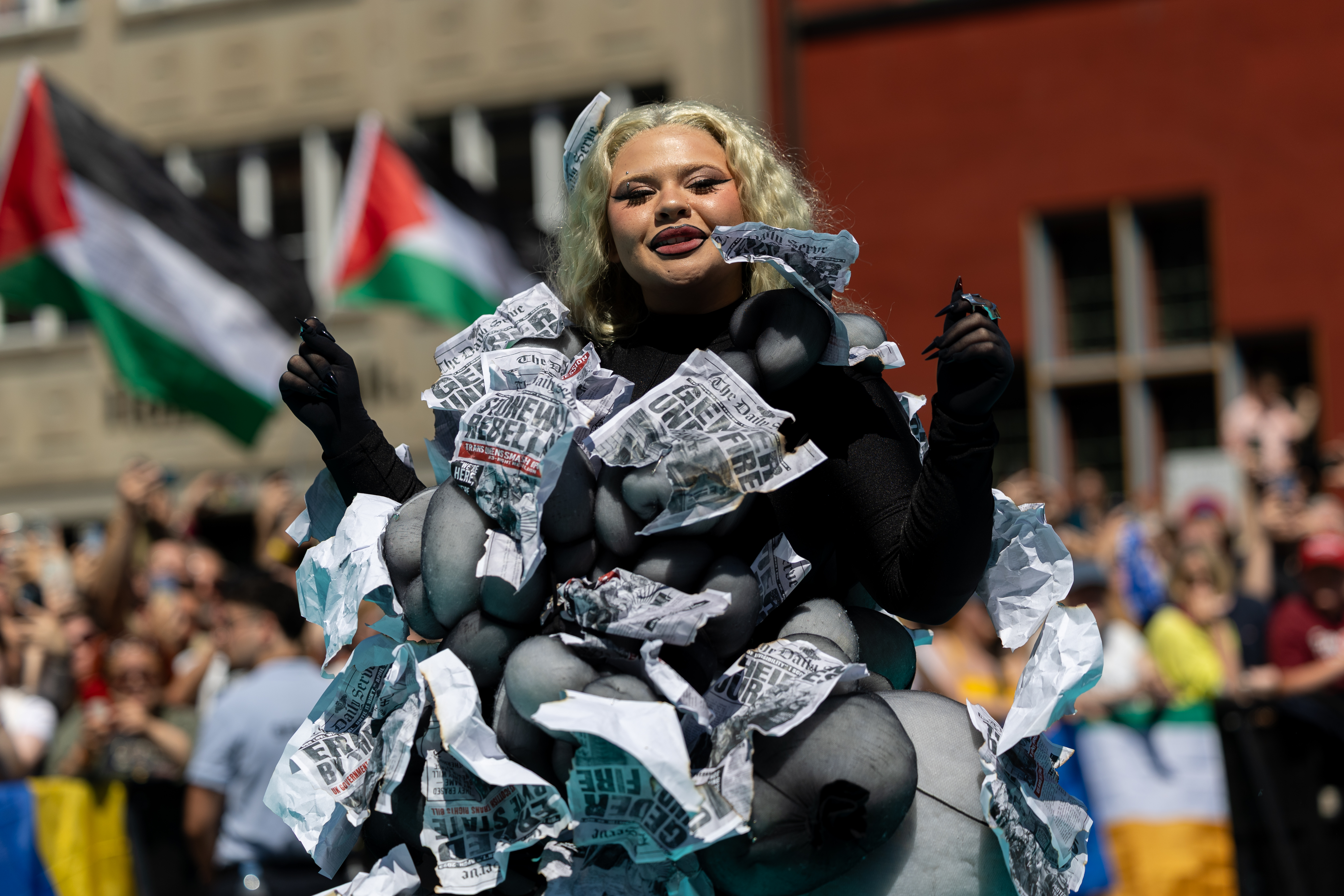
A megnyitóünnepségen
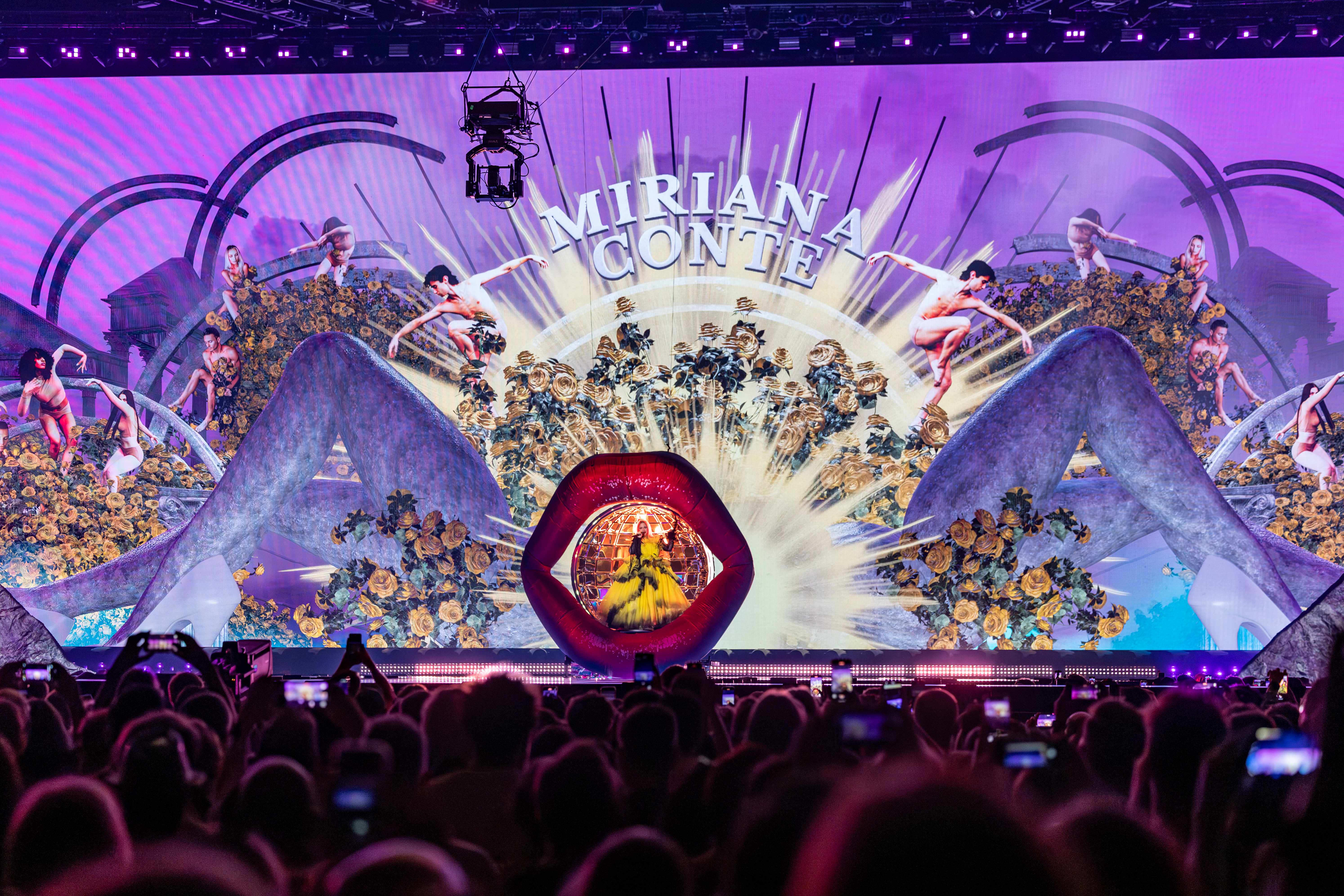
Az elődöntőben
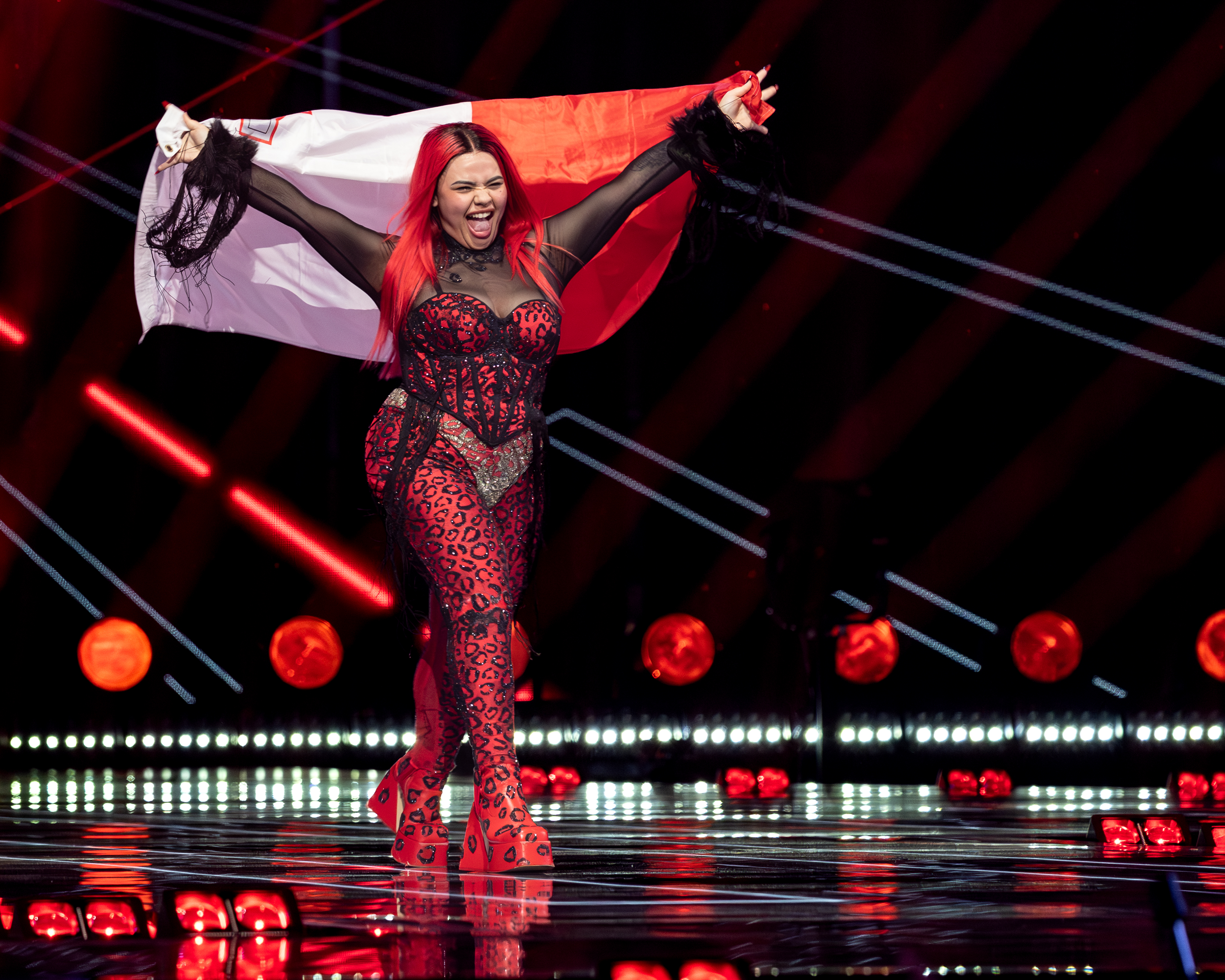
A döntő bevonulásán
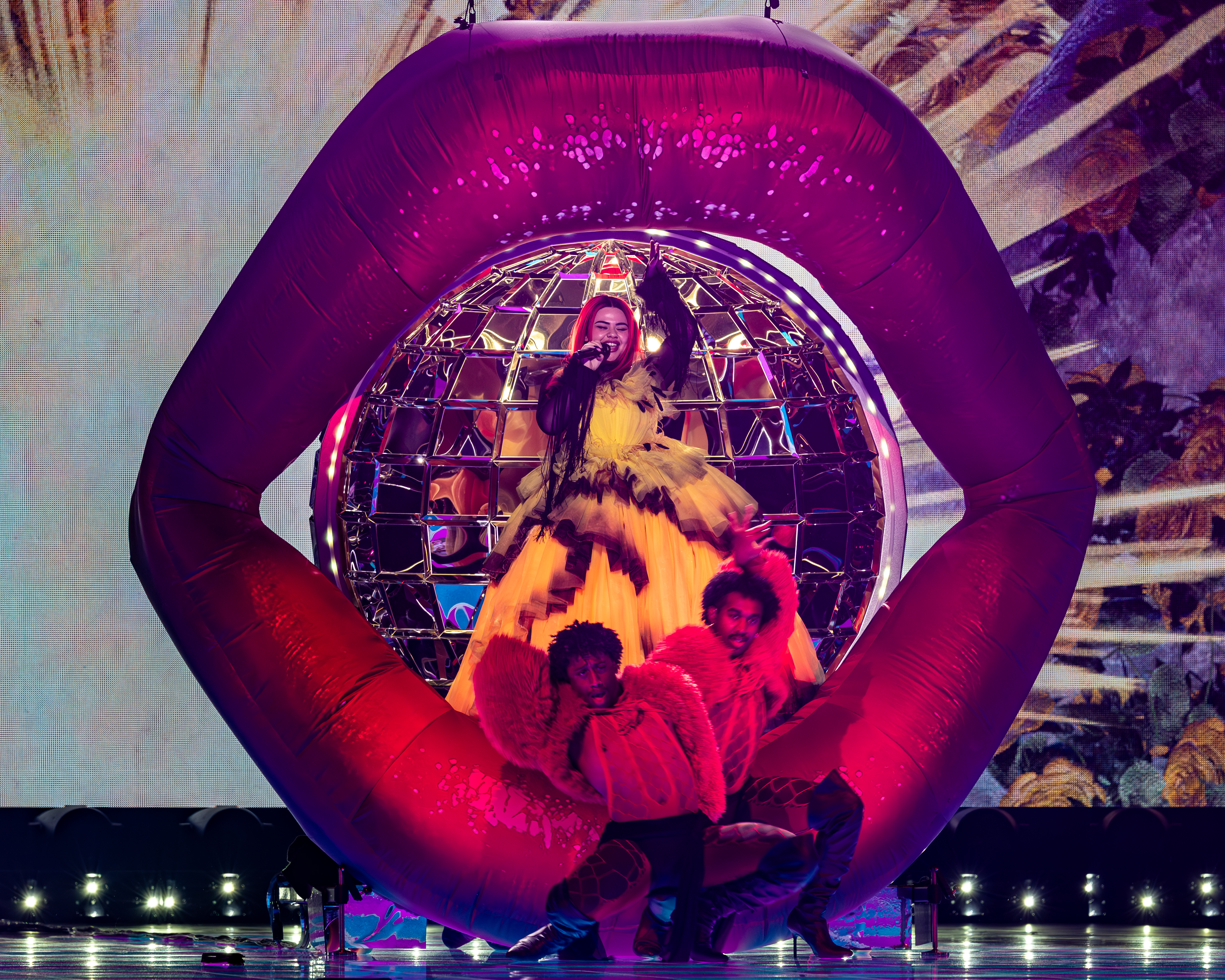
A döntőben